# Pierres, Eure-et-Loir
Pierres là một xã thuộc tỉnh Eure-et-Loir trong vùng Centre-Val de Loire ở bắc trung bộ nước Pháp. Xã này nằm ở khu vực có độ cao trung bình 102 mét trên mực nước biển.
Cùng với Maintenon này tạo thành đô thị vệ tinh của Paris.